# 雷諾瓦 (明尼蘇達州)
雷諾瓦（英語：Renova）是位於美國明尼蘇達州毛爾縣德克斯特鎮區的一個非建制地區。

## 歷史
雷諾瓦於1900年設立，其郵局於1934年停運。

## 地理
雷諾瓦所處的海拔為高於海平面424米（即1391英呎），而該地所採用的時區為UTC-6，即北美中部時區（CST）。同時該地設有夏令時間，為UTC-6調快一小時，即UTC-5（CDT）。